# Ніколаус Зельцнер
Ніколаус Зельцнер (нім. Nikolaus Selzner, нар.20 лютого 1899, Муаєвр-Гранд — †21 червня 1944, біля Дніпропетровська або в Кайзерслаутерні) — нацистський діяч, бригадефюрер СС, генеральний комісар Дніпропетровська. 

## Життєпис
Закінчивши навчатися на слюсаря 15-річний Зельцнер у 1915 році став ординарцем у Меці. Пізніше брав участь у Першій світовій війні як кулеметник і механік-слюсар з ремонту літаків. З 1919 він працював у Баварії слюсарем і техніком. Там він ще перед своїм переїздом 1924 року з Ансбаха у Вормс вступив у контакт із Націонал-соціалістичною робітничою партією Німеччини.
Від моменту перереєстрації нацистської партії 1925 року Зельцнер належав до її лав (членський квиток № 24137) та до створеного ним у Вормсі штурмового загону. Ймовірно, від лютого 1926 по червень 1928 він був керівником місцевого осередку НСДАП у Вормсі, де в тому самому році також заснував первинну організацію Гітлерюгенду. 1927 року Зельцнер призначається районним керівником НСДАП у Вормсі; його першорядним завданням було створення первинних осередків у сільській місцевості південного Рейнгессену. У серпні 1927 року він перейшов на роботу до міської ради Вормса.
Після суперечки навколо видаваної Зельцнером із квітня 1927 року газети «Фауст» і навколо структури партії у Рейнгессені його у лютому 1928 було виключено з НСДАП. Після бурхливих протестів місцевого відділення Вормса виключення у березні 1928 скасував Адольф Гітлер проти волі керівництва гау Гессен-Дармштадт, Зельцнера було поновлено на його партійних посадах керівника місцевого осередку і районного керівника.
У 1929 році він був ад'ютантом Дармштадтського полку СА. Після внутріпартійних конфліктів він переїхав у 1930 році до Людвігсгафена, де став керівником місцевого осередку і районним керівником НСДАП та заснував на підприємстві BASF (тоді — IG Farben) націонал-соціалістичний виробничий осередок. 
1932 року він став депутатом райхстагу, в 1934 році заступником керівника Націонал-соціалістичної організації виробничих осередків, начальником організаційного управління Німецького робітничого фронту (НРФ) та Націонал-соціалістичного об’єднання «Сила через радість». У НРФ він був райхсамтсляйтером у справах замків хрестоносців. З 1936 року був членом СС (членський квиток № 277988). У 1938 році відіграв важливу роль у створенні осередків НРФ у райхсгау Судетської області.
2 грудня 1936 його було призначено оберфюрером СС, а 1941 року гауптбефельсляйтером у Головному управлінні вишколу НСДАП. 
1 вересня 1941 Зельцнера було призначено генеральним комісаром генеральної округи Дніпропетровськ. На цій посаді він був відповідальним за винищення єврейського населення на ввіреній йому території. За радянськими джерелами, він ніс безпосередню відповідальність за вбивства 17 тисяч євреїв наприкінці 1941 року поблизу єврейського кладовища у Дніпропетровську. У квітні 1942 року його підвищили у званні до бригадефюрера СС.
Помер 21 червня 1944, імовірно, від отруєння рибою.
Після війни всі папери Зельцнера потрапили у радянській зоні окупації у список вилученої літератури.